# 张良柱
张良柱，清朝人，是一名清朝政治人物。举人出身。
张良柱曾于1763年接替梁正伦任娄县知县一职，1764年由谢镇藩接任。